# Graafschap Vendôme

Het Graafschap Vendôme heette voorheen pagus vindocinensis, in het land van de Carnutes. De stad Vendôme lag in het Bisdom Chartres. Hertog Hugo de Grote en later zijn zoon koning Hugo Capet creëerden het Graafschap Vendôme als buffer tussen de rivalen de graven van Anjou en de graven van Blois. In de 11e eeuw kwam het graafschap in de invloedssfeer van de graven van Anjou. Het graafschap was ook een verdediging voor de Franse koninklijke domeinen (blauw op de kaart).
In 1515 werd Vendôme een hertogdom.

## Huis der Burchardiden
- Burchard Ratepilate
- Burchard I van Vendôme (956/967-1007)
- Reinoud van Vendôme (1007-1017)

## Huis Nevers
- Bodo van Vendôme (1017-1023)
- Burchard II van Vendôme (1023-1028)
- Adelheid van Vendôme en Fulco van Vendôme (†1066)
  - tussen 1032 en 1056 was het graafschap in handen van Godfried II van Anjou.
- Burchard III van Vendôme (1066-1085)

## Huis Preuilly (1085-1217)
- Godfried II van Vendôme (1085-1102)
- Godfried III van Vendôme (1102-1145)
- Jan I van Vendôme (1145-1182)
- Burchard IV van Vendôme (1182-1202)
- Jan II van Vendôme (1202-1209)
- Jan III van Vendôme (1209-1217)

## Huis Montoire (1217-1372)
- Jan IV van Vendôme (1217-1230)
- Peter van Vendôme (1230-1249)
- Burchard V van Vendôme (1249-1271)
- Jan V van Vendôme (1271-1315)
- Burchard VI van Vendôme (1315-1353)
- Jan VI van Vendôme (1353-1364)
- Burchard VII van Vendôme (1364-1371)
- Johanna van Vendôme (1371-1372)
- Catharina van Vendôme gehuwd met Jan I van La Marche uit het Huis Bourbon